# Pselaphostena fahraei
Pselaphostena fahraei es una especie de coleóptero de la familia Mordellidae.

## Distribución geográfica
Habita en el sur de África.